# Saint-Sulpice, Mayenne

Saint-Sulpice este o comună în departamentul Mayenne, Franța. În 2009 avea o populație de 224 de locuitori.